# Szklary (Ząbkowice Śląskie)
Pour les articles homonymes, voir Szklary.
Szklary est une localité polonaise de la gmina et du powiat de Ząbkowice Śląskie en voïvodie de Basse-Silésie.

## Divisions administratives
Dans les années 1975-1998, la ville faisait partie de la province de Wałbrzych.

## Démographie
Selon le recensement national  de mars 2011, elle comptait 594 habitants. C'est la cinquième plus grande localité de la commune de Ząbkowice Śląskie.

## Pierres semi-précieuses
La ville est également connue pour les gisements abondants de chrysoprases et d'opales, des pierres semi-précieuses. On y trouve aussi la calcédoine, la serpentine, le gabbro, la  syénite. La couleur verte intense de la chrysoprase présente ici est due au mélange de composés de nickel.

## Mines de minerai de nickel
Dans les années 1880, des gisements de minerai de silicate de  nickel ont été découverts ici, associés aux roches serpentines altérées. Ils ont été exploités et le minerai fondu en ferronickel (un semi-produit de l'acier au nickel) de 1891 à 1983, année de la fermeture de la dernière mine et de la fin de production dans l'aciérie locale. La mine en partie à ciel ouvert, a extrait la pimélite, un minerai de nickel.
Le 2 août 2013, un sentier didactique souterrain d'une longueur de 500 m a été ouvert dans le tunnel de 1914 Robert (en allemand : 'Robert Stollen'). Les visiteurs de la galerie apprennent, entre autres avec l'histoire de la région, la métallurgie, ainsi qu'avec les minéraux et les roches.
Les tunnels de l'ancienne mine de nickel sont dangereux, difficiles d'accès et risquent l'effondrement.
En 1994, deux jeunes hommes, chercheurs de pierres et aventuriers, ont été piégés sous terre, où ils sont restés — jusqu'à ce qu'ils soient retrouvés — pendant 24 jours sans nourriture, ne buvant que l'eau d'une flaque boueuse et leur propre urine. Ils ont été récupérés le 19 août 1994 par les sauveteurs. La raison de leurs déboires étaient était un équipement inapproprié et le manque d'expérience dans l'exploration des sites post-miniers. L'histoire de la survie dans des conditions extrêmes est présentée dans un documentaire réalisé par Maciej Odoliński, 24 jours.

## Autres minéraux
Trois minéraux d'espèces alors inconnues, appartenant au groupe de la dumortiérite, ont été découverts assez récemment dans l'ancienne mine Marta (Mont Szklana) : la nioboholtite (contenant du niobium et du bore comme la schiavinatoite, également présente à Szklary), la titanoholtite, et la szklaryite (d'après le nom de cette localité), dans une pegmatite unique probablement d'origine anatectique.